# Jeffrey Archer

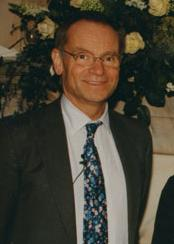
Jeffrey Archer

Jeffrey Howard Archer, Baron Archer de Weston-super-Mare (n. 15 aprilie 1940, Greater London, Anglia, Regatul Unit) este un autor englez de succes și fost politician. Cariera sa politică s-a încheiat cu o condamnare la închisoare pentru sperjur și obstrucționarea justiției pe care a efectuat-o în perioada 2001-2003. Înainte de debutul său literar, Archer a fost membru al Parlamentului (1969–74), deputat al Partidului Conservator (Britanic) (1985–86).

## Scrieri

### Seria Cain și Abel
Sortare în ordine cronologică a evenimentelor descrise:
- Kane și Abel (Kane and Abel) (1979)
- Fiica risipitoare (The Prodigal Daughter) (1982)
- Să-i spunem președintelui? (Shall We Tell the President?) (1977; ediție revăzută, 1986)

### Jurnale din închisoare (non-ficțiune)
- 1. Hell – Belmarsh (2002)
- 2. Purgatory – Wayland (2003)
- 3. Heaven – North Sea Camp (2004)

### Alte romane
- Nici un ban în plus, nici un ban în minus (Not A Penny More, Not A Penny Less, 1976)
- Primul între egali (First Among Equals, 1984)
- O chestiune de onoare (A Matter of Honour, 1986)
- În linie dreaptă (As the Crow Flies, 1991)
- Onoare printre hoți (Honour Among Thieves, 1993)
- A patra putere (The Fourth Estate, 1996)
- A unsprezecea poruncă (The Eleventh Commandment, 1998)
- Fiii norocului (Sons of Fortune, 2002)
- Impresie falsă (False Impression, 2005)
- Evanghelia după Iuda (The Gospel According to Judas), de Benjamin Iscariot cu Francis J. Moloney (2007)
- Fără drept de apel (A Prisoner of Birth, 2008)
- Cărările gloriei (Paths of Glory, 2009)
- Doar timpul ne va spune (Only Time Will Tell, 2011)

### Piese de teatru
- Beyond Reasonable Doubt (1987)
- Exclusive (1989)
- The Accused (2000)

### Povestiri/Colecții
- A Quiver Full of Arrows (1980)
- A Twist in the Tale (1989)
- Fools, Knaves, and Heroes: Great Political Short Stories (1991)
- Twelve Red Herrings (1994)
- The Collected Short Stories (1997)
- To Cut a Long Story Short (2000)
- Cat O'Nine Tales (2006)
- And Thereby Hangs a Tale (2010)

### Pentru copii
- The First Miracle (1980)
- By Royal Appointment (1980)
- Willy Visits the Square World (1980)
- Willy and the Killer Kipper (1981)

### Cronicile Clifton
- Only Time Will Tell (2011)

## Traduceri în limba română
- Aici se ascunde o poveste..., Editura Vivaldi
- Nici un ban în plus, nici un ban în minus, Editura RAO, 2005
- Povestiri cu final neașteptat
- O tolbă plină cu săgeți
- Jurnalul unui Lord întemnițat, Editura Vivaldi
- Pisica are nouă vieți
- Fără drept de apel
- Fiica risipitoare
- Să-i spunem președintelui?
- Cain și Abel
- O chestiune de onoare